# Продановића магаза
Продановића магаза био је етнолошки музеј у Коштунићима, у општини Горњи Милановац.

## Историјат
Продановића магаза је стара качара-магаза првобитно подигнута 1880. године у Прањанима. Некада је била у власништву породице Продановић из тог насеља. Крајем 1999. године откупљена је и премештена у Коштуниће.
Горњомилановачки Музеј рудничко-таковског краја је своју делатност до скоро обављао и у овој згради. Данас, она више није у функцији.

## Збирка
Ова грађевина деловала је као етно музеј. У приземљу се налазила збирка која је била представљена на површини од преко 300 м². Сачињавали су је експонати из свакодневног живота сувоборских села са краја 19. и почетка 20. века, као и предмети и документа који се односе на Сувоборску битку а који су се налазили у одвојеном одељку – спомен соба војводе Живојина Мишића и сувоборског пробоја 1914. године.
У високом поткровљу налазила се Галерија где су се одржавале самосталне и колективне изложбе. Ту се налазила и поставка слика уметника и универзитетског професора Божидара Боже Продановића.

## Галерија
- Продановића магаза у Коштунићима, детаљ
- Продановића магаза у Коштунићима, детаљ
- Продановића магаза у Коштунићима, детаљ